# Jonah Gerondi
Jonah ben Abraham Gerondi, en hebreo original יוֹנָה בֶּן־אַבְרָהָם גִירוֹנְדִי (n. Gerona, España; m. Toledo, España, 1263 o 1264) fue un rabino, teólogo y escritor judío sefardí. Era primo del conocido cabalista gerundense Nahmánides y es conocido principalmente por ser el autor del Shaarei Teshuvá, una obra fundamental de la tradición ética judía.

## Biografía
Jonah Gerondi fue uno de los alumnos más destacados del rabino provenzal Salomón de Montpelier, conocido por liderar la oposición teológica a la filosofía de Maimónides. De hecho, se lo considera el instigador de la quema pública de obras de Maimónides que tuvo lugar en París en 1233. Sin embargo, cuando en 1242 la iglesia llevó a cabo la quema de numerosos ejemplares del Talmud en el mismo lugar en el que se habían destruido los libros de Maimónides, Jonah Gerondi admitió, durante una intervención en la Sinagoga de Montpelier, haber cometido un error al haber recurrido a la Iglesia para dilucidar una cuestión relativa a la doctrina judía.
La importancia exegética de Gerondi radica sobre todo en su obra de contenido ético, entre la que destaca el Shaarei Teshuvá, un texto que explora los conceptos de arrepentimiento y expiación desde la óptica judía.
Jonah Gerondi fue maestro de dos importantes rabinos del judaísmo del Mediterráneo: el jurista barcelonés Shlomo ben Adret y el talmudista italiano Hillel de Verona.
Falleció en Toledo, en noviembre de 1263 o 1264.
- Datos: Q1371903